# Ivan Devčić (biskup)
Ivan Devčić (Krasno, 1. siječnja 1948.) prelat je Katoličke Crkve i nadbiskup riječki u miru.

## Životopis
Rođen je 1. siječnja 1948. u Krasnom, od oca Antuna i majke Kate rođene Devčić.
Osnovnu školu završio je u Krasnu, a srednjoškolsko obrazovanje stekao je od 1963. do 1967. u Rijeci i Pazinu te je 1967. maturirao. Studij teologiju upisao je u Rijeci, a nakon trećega semestra prebacuje se na isti studij na Papinskom sveučilištu Gregoriana u Rimu, gdje diplomira 1974., a 29. studenog 1980. doktorira filozofiju.
Po povratku iz Rima intenzivnije se bavi znanstvenim i nastavničkim radom, a i danas predaje filozofiju na Visokoj bogoslovnoj školi u Rijeci. Objavio je više znanstvenih članaka i knjiga.
Za svećenika Riječko-senjske nadbiskupije zaređen je 1975. godine.
God. 2021. dodijeljena mu je Nagradu za životno djelo Grada Rijeke.

## Službe u Riječkoj nadbiskupiji
U Riječkoj nadbiskupiji obnašao je sljedeće službe: 
- vicerektor Bogoslovnoga sjemeništa od 1980. do 1985.
- rektor i ekonom istoga sjemeništa od 1985. do 2000.;
- profesor na katedri za filozofiju Teologije u Rijeci – područnoga studija Katoličkoga bogoslovnog fakulteta Sveučilišta u Zagrebu (od 1995.)
- predstojnik Teologije u Rijeci (izabran 12. lipnja 2000.)

Bio je članom različitih vijeća Riječke nadbiskupije i više vijeća Hrvatske biskupske konferencije. 
Papa Ivan Pavao II. imenovao ga je 17. studenog 2000. riječkim nadbiskupom i metropolitom. Za biskupa je posvećen 16. prosinca 2000. Glavni zareditelj bio je kardinal Josip Bozanić, a suzareditelji msgr. Ivan Milovan i msgr. Mile Bogović.
Papa Franjo prihvatio je 11. listopada 2022. odreknuće od pastoralnog upravljanja Riječkom nadbiskupijom čime je postao nadbiskup u miru.

## Službe u HBK
U sklopu Hrvatske biskupske konferencije obnašao je sljedeće dužnosti:
- član Stalnoga vijeća HBK
- predsjednik Odbora HBK za katoličke škole i visoka crkvena učilišta
- predsjednik Odbora HBK za sredstva društvenih komunikacija